# Plaubel

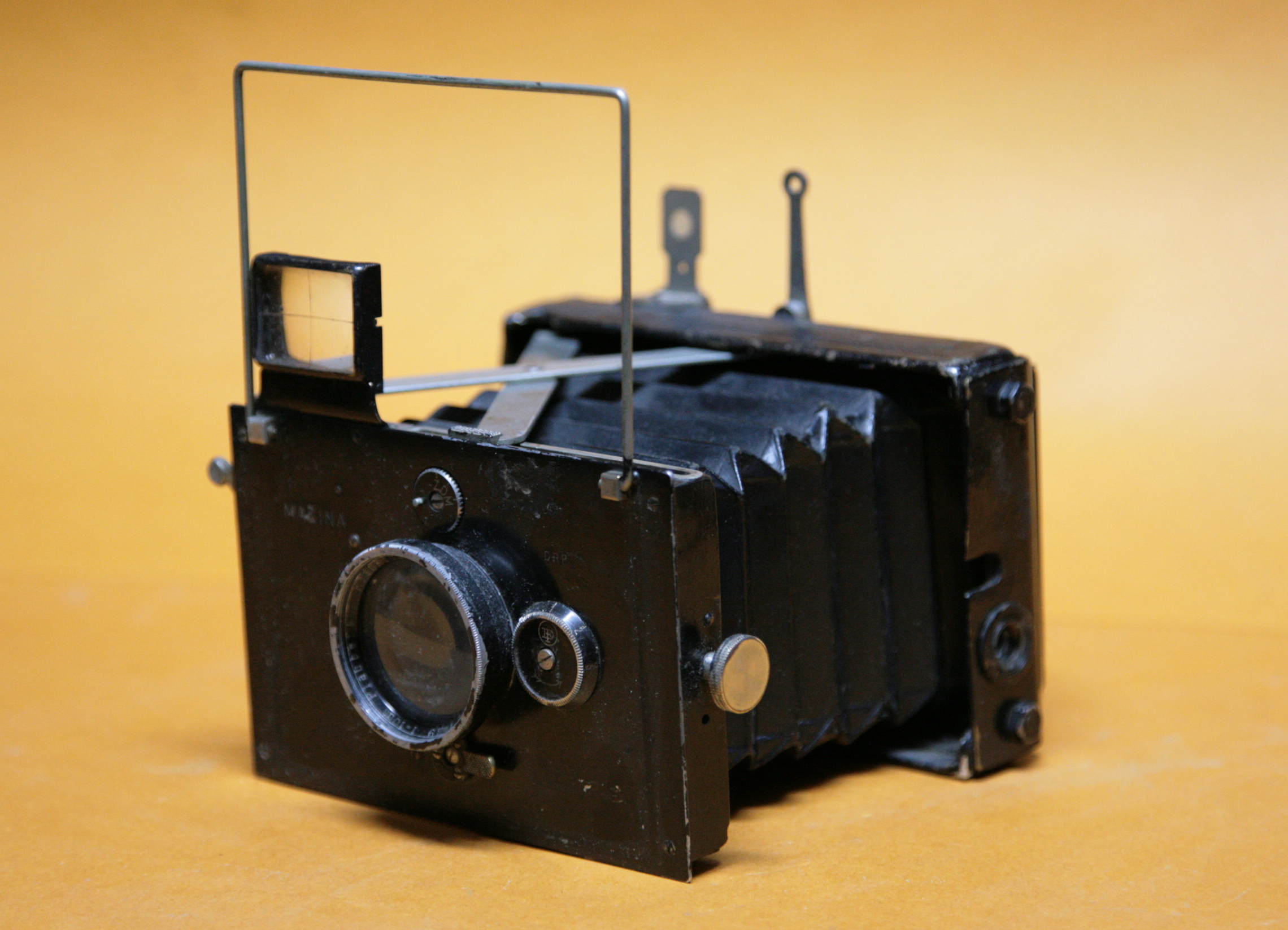
Plaubel BabyMakina 1912 formato 6x4.5cm, con ottica Plaubel Anticomar da 7.5cm e disponibile con diverse ottiche: f/4.2, f/3 o f/2.8, montava un otturatore centrale Compur

La Plaubel è stata una azienda costruttrice di macchine fotografiche tedesca fondata nel 1902, la prima macchina fu costruita nel 1910. Questa azienda si era specializzata nella costruzione di fotocamera medio formato 4,5x9, 6×7, 6,5x9 cm del tipo folding a telemetro prodotte fino agli anni 50.
Successivamente il marchio fu acquistato da un distributore giapponese che rimise in commercio la Makina 67 con ottiche Nikkor, nel 1986 la produzione della Makina fu interrotta definitivamente dopo oltre 50 anni.

## Produzione
L'azienda ha prodotto una vasta gamma di varianti della makina:
- Afpi-Quer-Peco
- Afpi-Quer-Peco Stereo
- Baby Makina
- Klappkamera (Folding Camera)
- Luftbildkamera (Aerial)
- Maki 69
- Makiflex
- Makiflex MX 1
- Makiflex MX 1/01
- Makiflex MX 1/521
- Makiflex Standard MX 2/01
- Makina 67
- Makina 67 (dummy)
- Makina 670
- Makina I
- Makina II
- Makina II (Marine)
- Makina II S
- Makina IIa
- Makina IIb
- Makina III
- Makina III Luftwaffe
- Makina III R
- Makina III S
- Makina Stereo
- Makina W 67
- Makinette
- Makinette 16 Prototype
- Makinette 67
- Makinette chrome
- Minimum-Peco
- Normal Peco
- Optime Fix Focus
- Peco
- Peco Junior
- Peco Profia
- Peco Profia PL 45
- Peco Profia V
- Peco Reisekamera (Field Camera)
- Peco Simplex Model A
- Peco Simplex Model B
- Peco Supra
- Peco Supra II
- Peco Universal I
- Peco Universal II
- Peco Universal III
- Pecoflex
- Peconette I
- Peconette II
- Pecoroll
- Pecoscop
- Plaubel Roll-Film Camera
- Pocket Peco
- Präzisions-Peco
- Profia
- Profia PS 2
- Profia V
- Reflex Peco
- Reisekamera (Field Camera)
- Roll-Op I
- Roll-Op II
- Simplex Peco
- Special Tele-Peco
- Sportcamera
- Superwide
- Superwide 69W Proshift
- Uno Stereo-Peco
- Veriwide 100